# Dimítrios Christópoulos
Dimítrios Christópoulos (grec moderne : Δημήτριος Χριστόπουλος) est un athlète grec. Il serait né à Patras en 1878. Il a participé aux Jeux olympiques d'été de 1896 à Athènes. 
Il obtient sa qualification dans l'équipe grecque de marathon en terminant quatrième du premier marathon de préparation disputé le 10 mars 1896, quelques jours avant les Jeux.
Il est l'un des 17 athlètes à prendre le départ du marathon. Il ne finit pas la course.

## Palmarès

### Jeux olympiques d'été
- Jeux olympiques d'été de 1896 à Athènes
  - Abandon du marathon.